# 존 립
존 리프(Jon Reep, 1972년 3월 26일 ~ )는 미국의 배우이다.

## 출연 작품

### 영화
- 해롤드와 쿠마 2: 관티나모로부터의 탈출 (2008) - 레이머스 역
- 인투 더 스톰 (2014) - 리비스 역

### 텔레비전
- 이스트바운드 & 다운 (2013)